# Antoni Luboradzki
Antoni Luboradzki (ur. 13 czerwca 1764 w Płocku, zm. 14 kwietnia 1822) – polski duchowny rzymskokatolicki, biskup pomocniczy płocki.

## Życiorys
26 czerwca 1805 papież Pius VII prekonizował go biskupem pomocniczym diecezji płockiej oraz biskupem in partibus infidelium taniskim. 25 maja 1806 przyjął sakrę biskupią z rąk biskupa płockiego Onufrego Kajetana Szembka.
Po śmierci bpa Szembka w 1809 nowym ordynariuszem płockim kapituła wybrała Tomasza Ostaszewskiego, który przez konflikt Piusa VII z Napoleonem nie mógł otrzymać zatwierdzenia papieskiego (Stolica Apostolska nie udzielała wówczas prekonizacji na terenach będących pod władzą Napoleona) i tym samym do 1815 nie mógł przyjąć sakry biskupiej. Podczas tego okresu czynności zastrzeżone dla biskupa (m.in. udzielanie święceń kapłańskich) wykonywał bp Luboradzki. Antoni Luboradzki biskupem pomocniczym płockim był do śmierci 14 kwietnia 1822.